# 15651 Tlepolemos
A 15651 Tlepolemos (ideiglenes jelöléssel 9612 P-L) egy kisbolygó a Naprendszerben. Cornelis Johannes van Houten, Ingrid van Houten-Groeneveld és Tom Gehrels fedezte fel 1960. október 22-én.